# Château de Rochemorin (Martillac)
Pour les articles homonymes, voir Château de Rochemorin.
Le château de Rochemorin, est un domaine viticole situé à Martillac en Gironde. Situé en AOC pessac-léognan.

## Histoire du domaine
Le domaine viticole de Rochemorin est situé sur la commune de Martillac à une hauteur entre 50 et 55 m.
On retrouve Rochemorin sur les anciennes Carte de Cassini du XVIIIe siècle le château qui porte bien le nom de Rochemorin et sur une carte Carte d'état-major (1820-1866) ou il se nome Nochemorin et carte de 1950 sous le nom de Roche Morin.
L'habitation de Rochemorin d’origine, qui a pour nom Château de Rochemorin a été achetée en 1609 par la famille de Montesquieu selon la Notice no PA00083884. C'est elle qui est représentée sur les étiquettes des bouteilles du domaine et qui est inscrite dans l'inventaire des monuments historiques par l'arrêté du 6 aout 1990. Cette ancienne structure, qui a appartenu à Montesquieu, est située sur la parcelle no 394 du cadastre à Martillac appartenant au domaine Rochemorin dont le plan et les dépendances ont été reportés sur un plan géométrique.
Cette habitation a pour titre courant sur les cartes anciennes et nouvelles le nom de Château de Rochemorin ou uniquement Rochemorin. Rochemorin est ravagé au cours de la période de troubles de la Fronde de 1653 puis restauré. A l'entrée nord, un portail de fer forgé 18e siècle et ses murs attenants permet de rentrer dans une cours intérieure fermée par des bâtiments. Les murs 18e siècle de chaque côté du portail sont surmontés de créneaux. Le pavillon nord-ouest, le logis ouest contigu et un mur vestige d'un pavillon sud-ouest, remontent aux 15e – 16e siècle. Le pavillon nord-est à étage, comportant un escalier extérieur, semble de la fin des 16e – 17e siècle, un manteau de cheminée est daté de 1756. La dépendance attenante date de la fin des 17e – 18e siècle. Rochemorin comporte sur les autres côtés de la cour, un cuvier au sud refait vers 1900, des chais, grenier à grain et fourrages ainsi qu’un pigeonnier, les vignes landes et taillis se trouve à proximité de Rochemorin.
Il existe deux théories sur le nom du domaine de Rochemorin.
La première, selon J.M. Eylaud Président de l’Académie de Montesquieu, le nom viendrait de la résistance de la fortification aux Maures qui avaient occupé la région avant d’être repoussés vers l’Espagne vers 732. Le lieu-dit se nommait alors La Roche Morine comme écrit sur certaines anciennes cartes. Le domaine appartenait depuis 1079  à la famille La Lande (XIe siècle-1502), avant de devenir la propriété du Baron de Montesquieu Jacques de Secondat par son mariage en 1686 avec Marie-Françoise de Pesnel.
La seconde, Jean de Amelin, seigneur de Rochemorin, époux de Clémence de La Boétie, gentilhomme du Périgord, achète une petite maison noble connue alors sous le nom de Beaubois. Les seigneurs de Rochemorin constituent, par de multiples remembrements, à constituer un domaine destiné à produire un vin de qualité avec des parcelles contiguës qui porteront leur nom. Au 17e siècle, le domaine appartient à la famille de Pesnel.
Dans les deux cas, l’ultime héritière de la famille de Pesnel, Françoise Marie de Pesnel épouse en 1686 Jacques de Montesquieu. Au XVIIe Siècle, le domaine appartient donc par descendance et par mariage à Marie-Françoise de Pesnel et à Jacques de SECONDAT de MONTESQUIEU, baron de La Brède et de Montesquieu, les parents de Charles Louis de Secondat, baron de La Brède et de Montesquieu qui exploite le domaine en rouge et en blanc. Pendant les voyages de son mari, Jeanne de Lartigue avait entre autres la gestion courante des terres et aussi la propriété de Rochemorin. Jean-Baptiste, né le 12 février 1716 à Martillac serait né dans la partie noble de Rochemorin. La production du domaine autour de 1755 est toujours du vin blanc et un vin rouge que Montesquieu nommait clairet dans ses correspondances et très apprécié des Anglais. Après le décès de son époux en 1755, Jeanne de Lartigue reprend à son compte la vinification et la vente de la production de Rochemorin.
- Château Rochemorin de Montesquieu  Inscrit MH (1990)

Château Rochemorin de Montesquieu
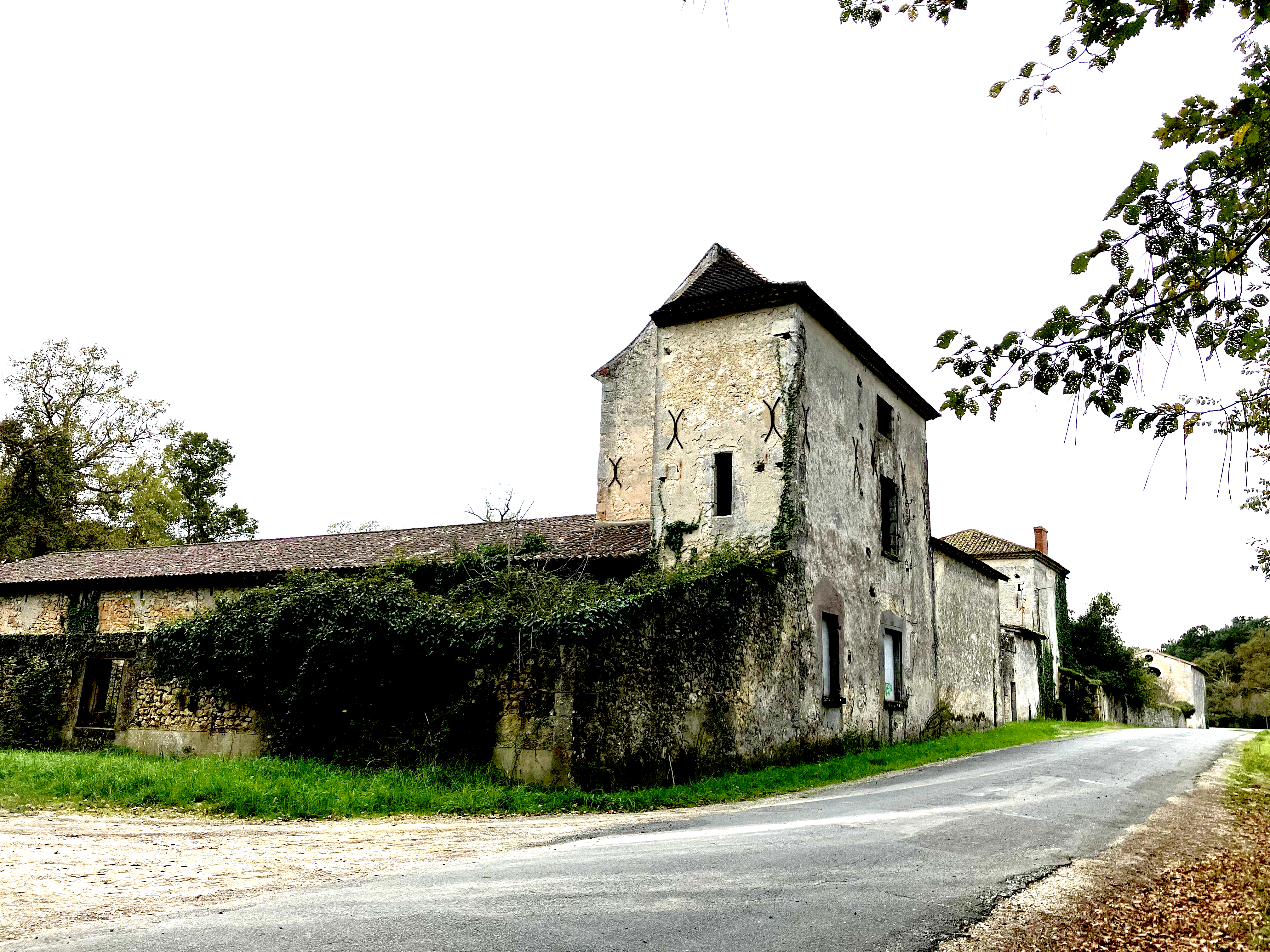
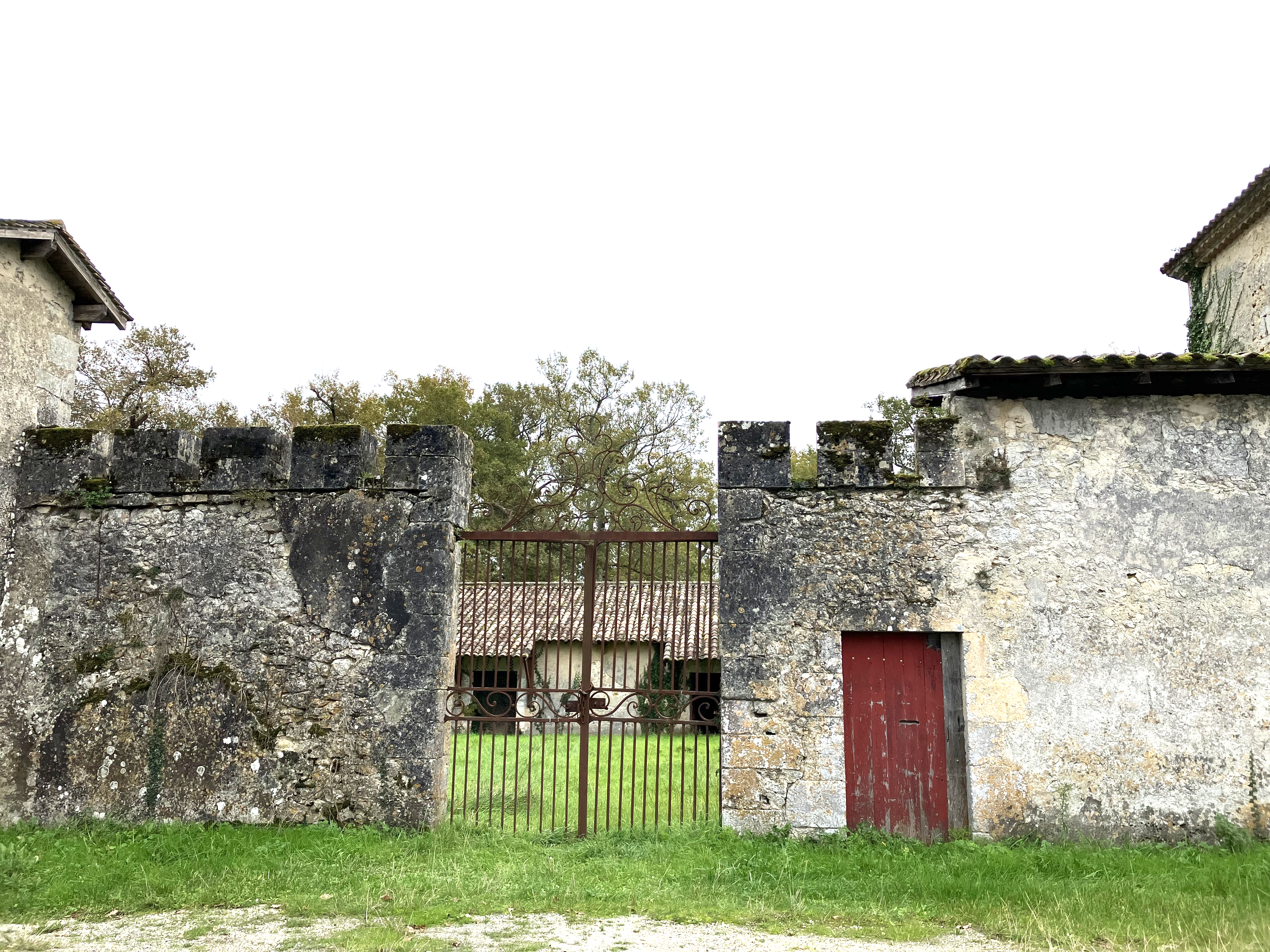
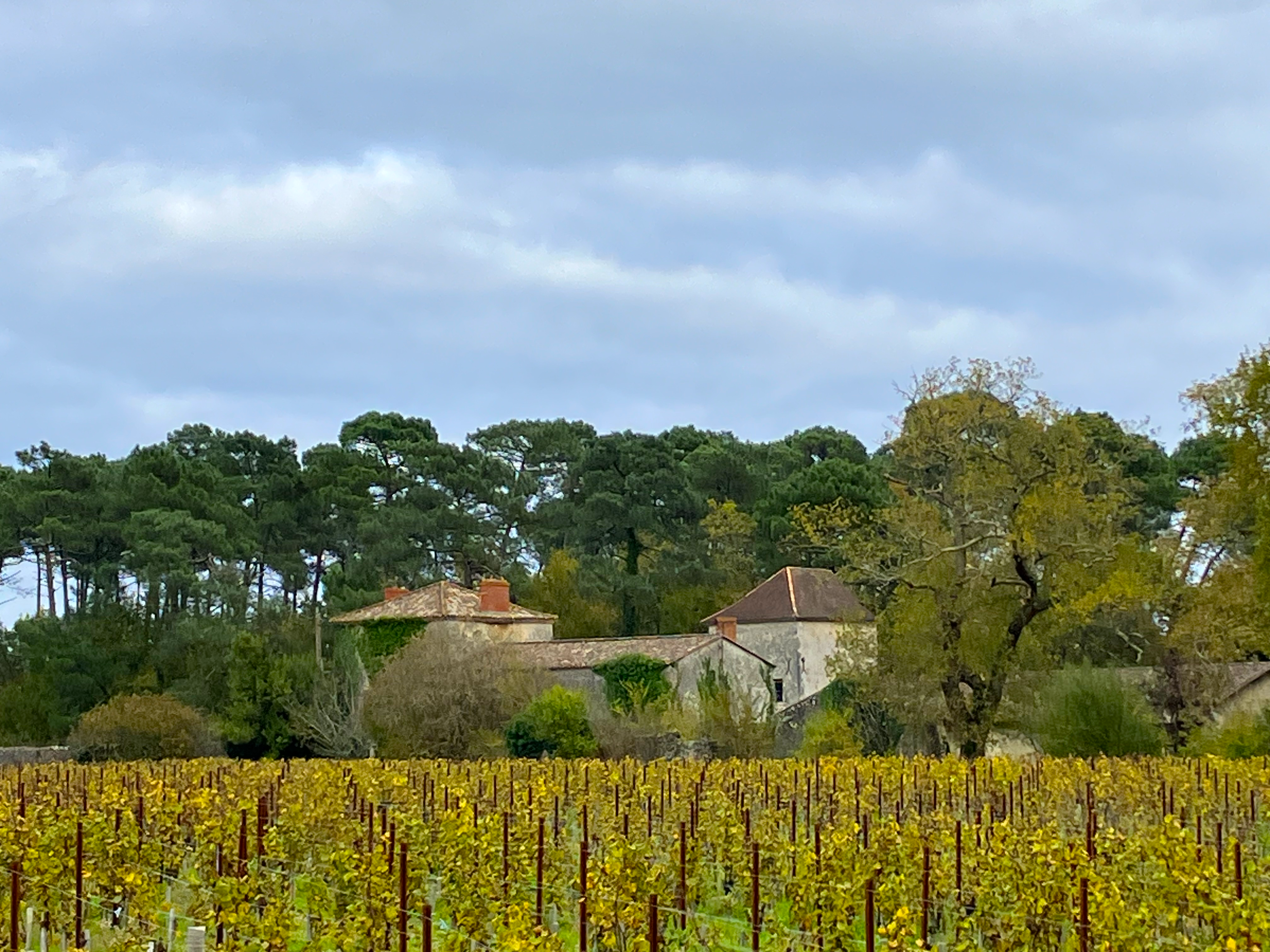
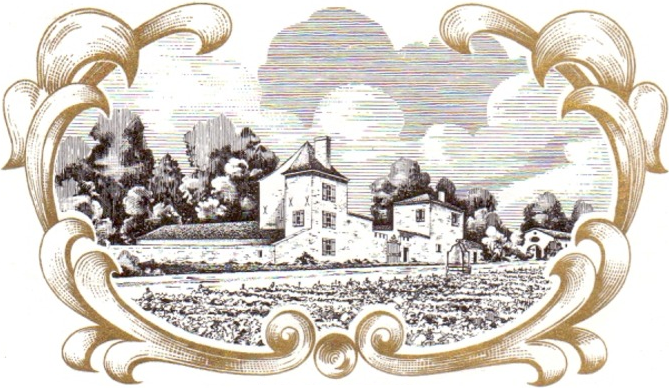
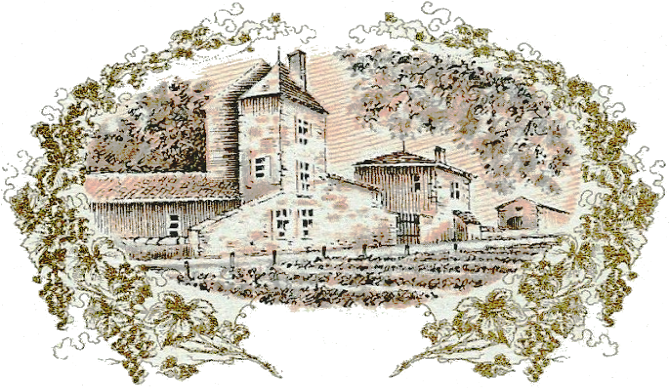

On retrouve l'évolution du domaine sur le plan copié de l'époque avec le château et l'écurie qui ont appartenu à Joseph Cirile Secondat de Montesquieu, descendant de Montesquieu.

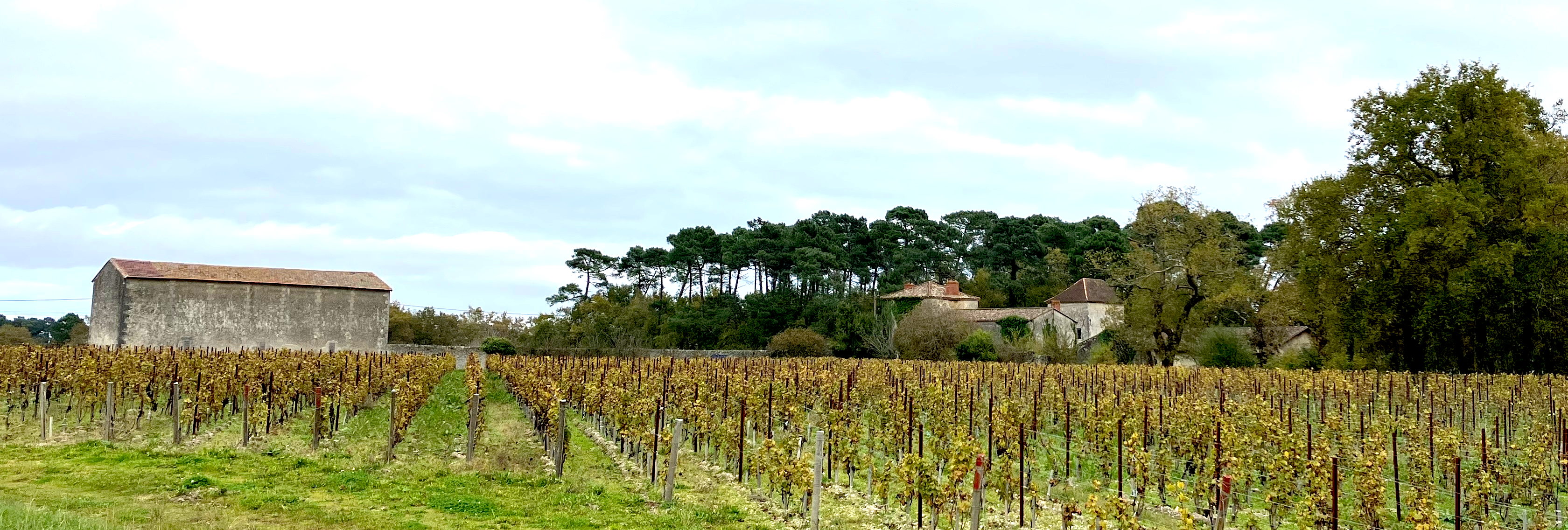
Ancienne écurie à gauche en 1839 et Rochemorin à droite

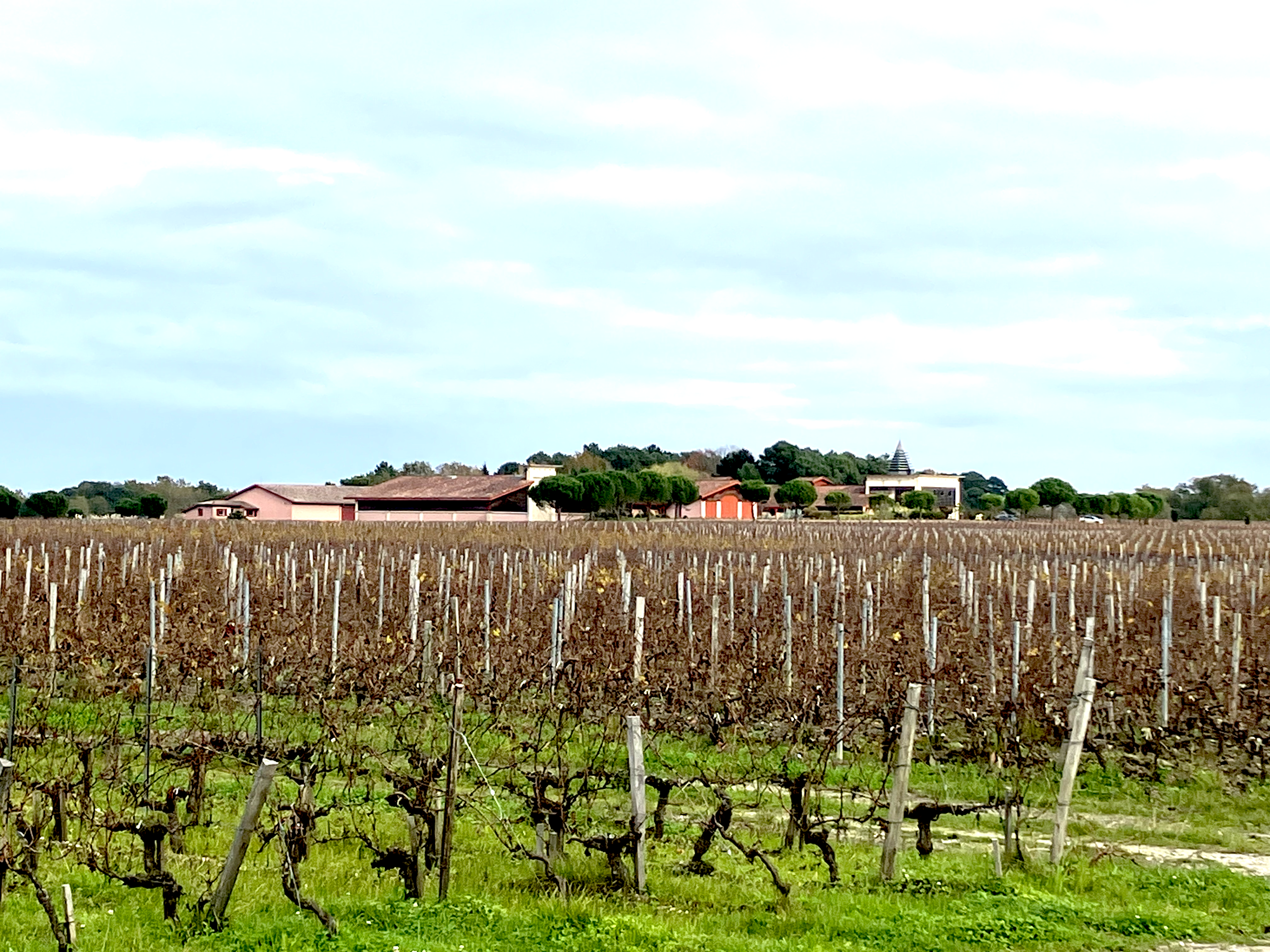
Nouvelle structure avec un nouveau chai contemporain

Les descendants de la famille Montesquieu, baron et baronne exploitent et conservent  Rochemorin jusqu’en 1919, année où ils vendent le domaine de 280 ha aux Etablissements Beaumartinqui l'exploite jusqu'en 1940. En 1941 c'est l'Entreprise Billiard qui devient propriétaire, puis Ch. Cante.
En 1973 André Lurton achète le domaine et commence l'exploitation. Il commence la modernisation autour de 2003 - 2005à 550 mètres à l'ouest de l’ancien chai de Montesquieu, d'une nouvelle structure avec un nouveau chai contemporain et fonctionnel pour recevoir les vendanges des anciens et le retour des nouveaux vignobles qui avaient été remplacés pour une exploitation forestière par les Établissements Armand Beaumartin. Cette nouvelle structure modernise l'image du Château de Rochemorin qui continue à produire des grands vin rouge et blanc du pessac-léognan, vignoble des Graves l'une des subdivisions du vignoble de Bordeaux.

## Le vignoble

### Vignoble Famille Montesquieu (1686-1919)
Il existe des photographies du vignoble au temps de Mme E. de Villers, baronne de Montesquieu et une liste des commerces qui achetaient le vin de La Brède et de Rochemorin.

### Vignoble Famille André Lurton depuis 1973
Les parcelles en blanc sont étendues sur 12 ha en 1991, 21.5 ha en 2016, 17 ha en 2024 avec le sol constitué de graves sur Falun et de graves sur sous-sol argileux. Pour les rouges, les parcelles sont étendues sur 45 ha en 1991, 56 ha en 2015, 51 ha en 2024 avec un sol constitué de graves profondes et de graves sur sous-sol argileux. Le type de taille pour les rouges est un Guyot double avec Ébourgeonnage, et pour les blancs Guyot double.

## Le vin

### Vignoble Famille Montesquieu (1686-1919)
1686, le domaine appartient par descendance et par mariage à Marie-Françoise de Pesnel et à Jacques de Secondat de Montesquieu, baron de La Brède et de Montesquieu. On retrouve dix ans plus tard, d'avril 1696 à décembre 1700, un contrat de vente de vin blanc par abonnement entre Jacques de Secondat et Pierre Testas avec les prix de 28 Écus, à 60 sols pièce le tonneau et ceux de la Brède 24 Écus , vin logé en barriques neuves.
Liste des récompenses sur l'étiquette Montesquieu de 1879 :
- Médaille d'or Exposition de Bordeaux 1882
- Médaille d'or Exposition de Bordeaux 1895[33]
- Diplôme d'honneur Londres 1908[34]
- Diplôme d'honneur Gand 1913

### Vignoble Famille André Lurton depuis 1973

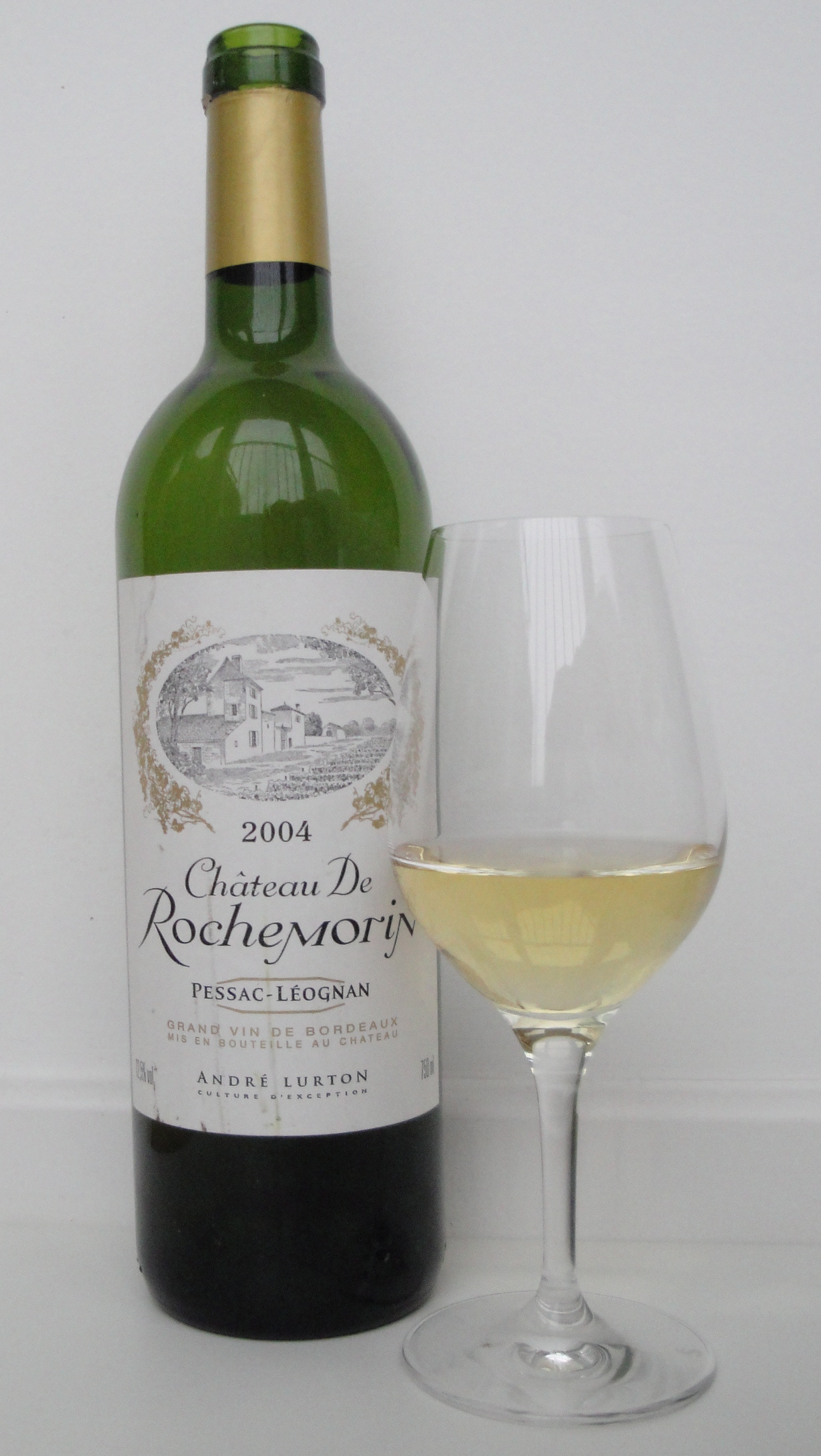
Château de Rochemorin Blanc

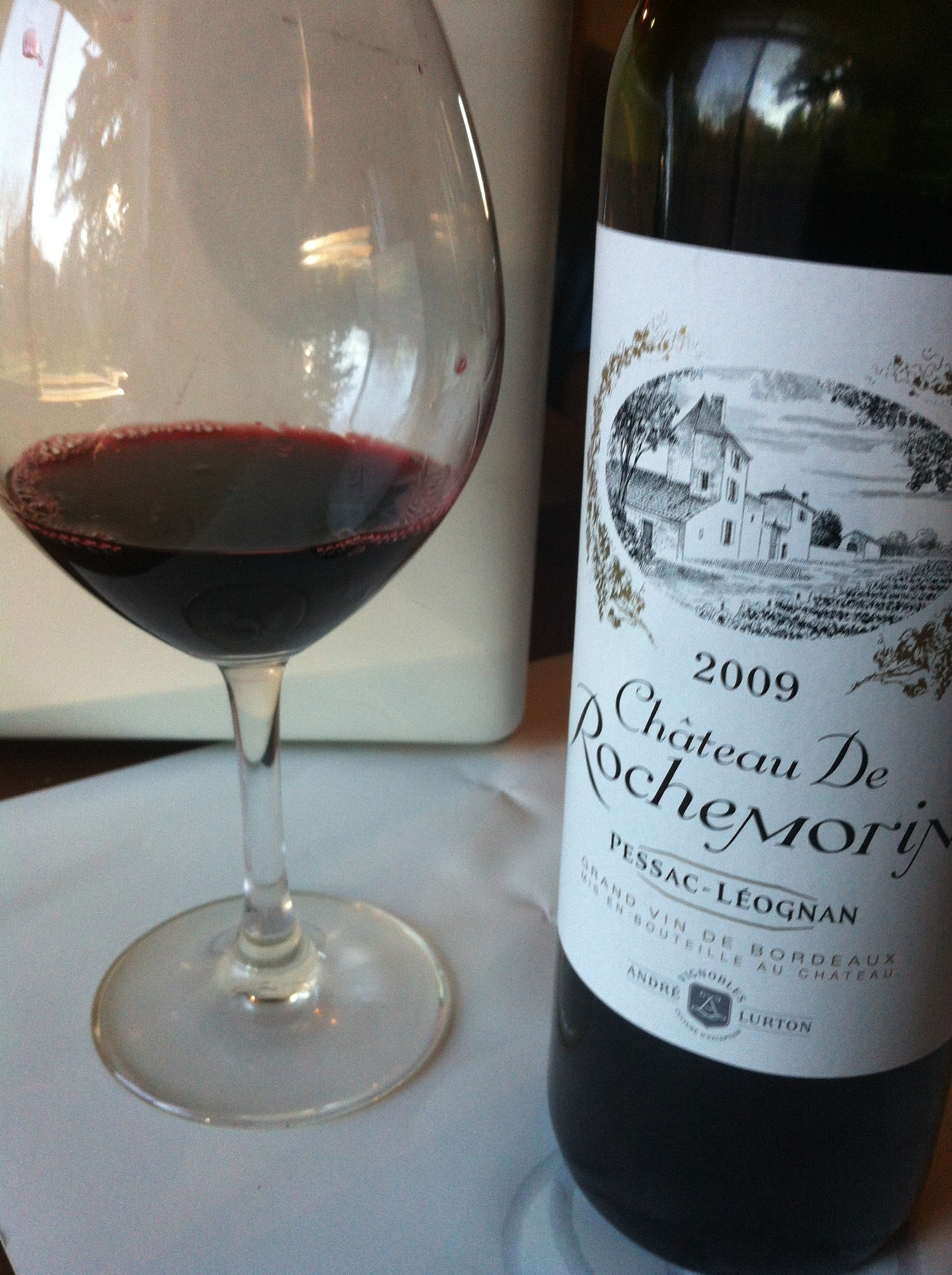
Rochemorin Rouge

Les vendanges pour les vins rouges sont mécaniques suivi d'un système de tri automatisé à réception. Les raisins rouges sont mis en cuve inox thermorégulées avec système breveté d'émiettage du chapeau de marc, puis une macération de 3 semaines environ en fonction de la maturité des tanins et des millésime. L'élevage du vin se fait pendant un an en barriques neuves de 30 à 40%, et un soutirage trimestriel.
Les vendanges pour les vins blancs selon les années sont réalisées à la main ou mécaniquement. Pour la vinification,l'élevage est réalisé pendant dix mois en barriques de merrains neuves à 35 % après débourbage, et sur lie, particules qui apparaissent au cours de la fermentation alcoolique, puis de la fermentation malolactique, avec un bâtonnage régulier.
Pour les cépages, le vin rouge est constitué de mélange de merlot, cabernet sauvignon, petit verdot, cabernet franc et malbec, et le vin blanc, lui est constitué de mélange de sauvignon et sémillon.
| rouge |        |                    |              |                |        | blanc |           |          |
|       | Merlot | Cabernet sauvignon | Petit verdot | Cabernet franc | Malbec |       | Sauvignon | Sémillon |
| ----- | ------ | ------------------ | ------------ | -------------- | ------ | ----- | --------- | -------- |
| 1987  | 40%    | 60%                |              |                |        | 1987  | 90%       | 10%      |
| 1991  | 40%    | 60%                |              |                |        | 1991  | 85%       | 15%      |
| 2010  | 60%    | 40%                |              |                |        | 2010  | 100%      |          |
| 2015  | 55%    | 45%                |              |                |        | 2015  | 100%      |          |
| 2016  | 65%    | 35%                |              |                |        | 2016  | 100%      |          |
| 2017  | 50%    | 50%                |              |                |        | 2017  | 100%      |          |
| 2018  | 50%    | 50%                |              |                |        | 2018  | 100%      |          |
| 2019  | 65%    | 35%                |              |                |        | 2019  | 100%      |          |
| 2020  | 25%    | 65%                | 10%          |                |        | 2020  | 100%      |          |
| 2021  | 80%    | 15%                | 05%          |                |        | 2021  | 100%      |          |
| 2022  | 65%    | 23%                | 09%          | 03%            |        | 2022  | 100%      |          |
| 2023  | 48%    | 40%                | 05%          | 05%            |        | 2023  | 100%      |          |
| 2024  | 48%    | 40%                | 05%          | 05%            | 02%    | 2024  | 090%      | 10%      |

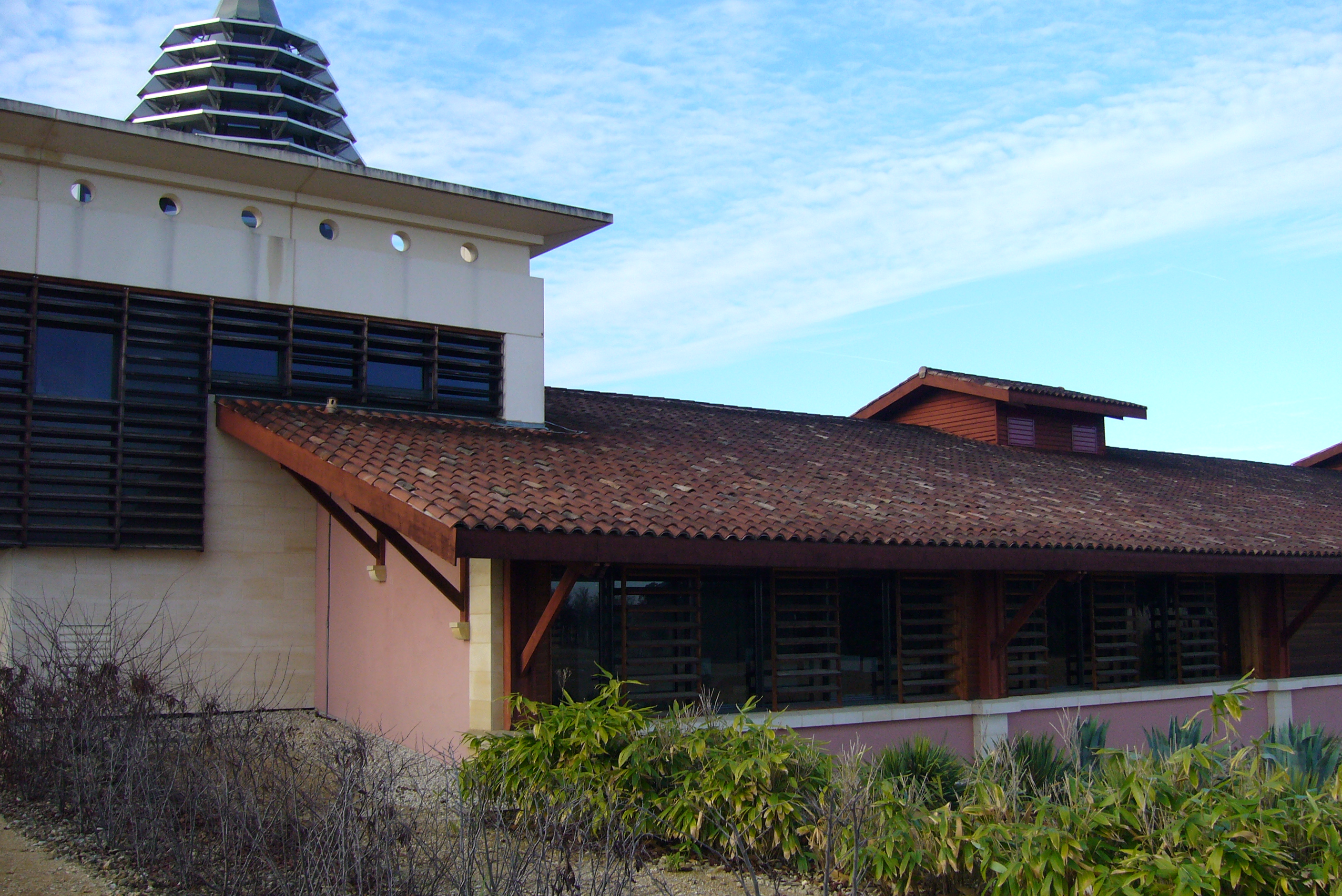
Chai ultra moderne du Château Rochemorin
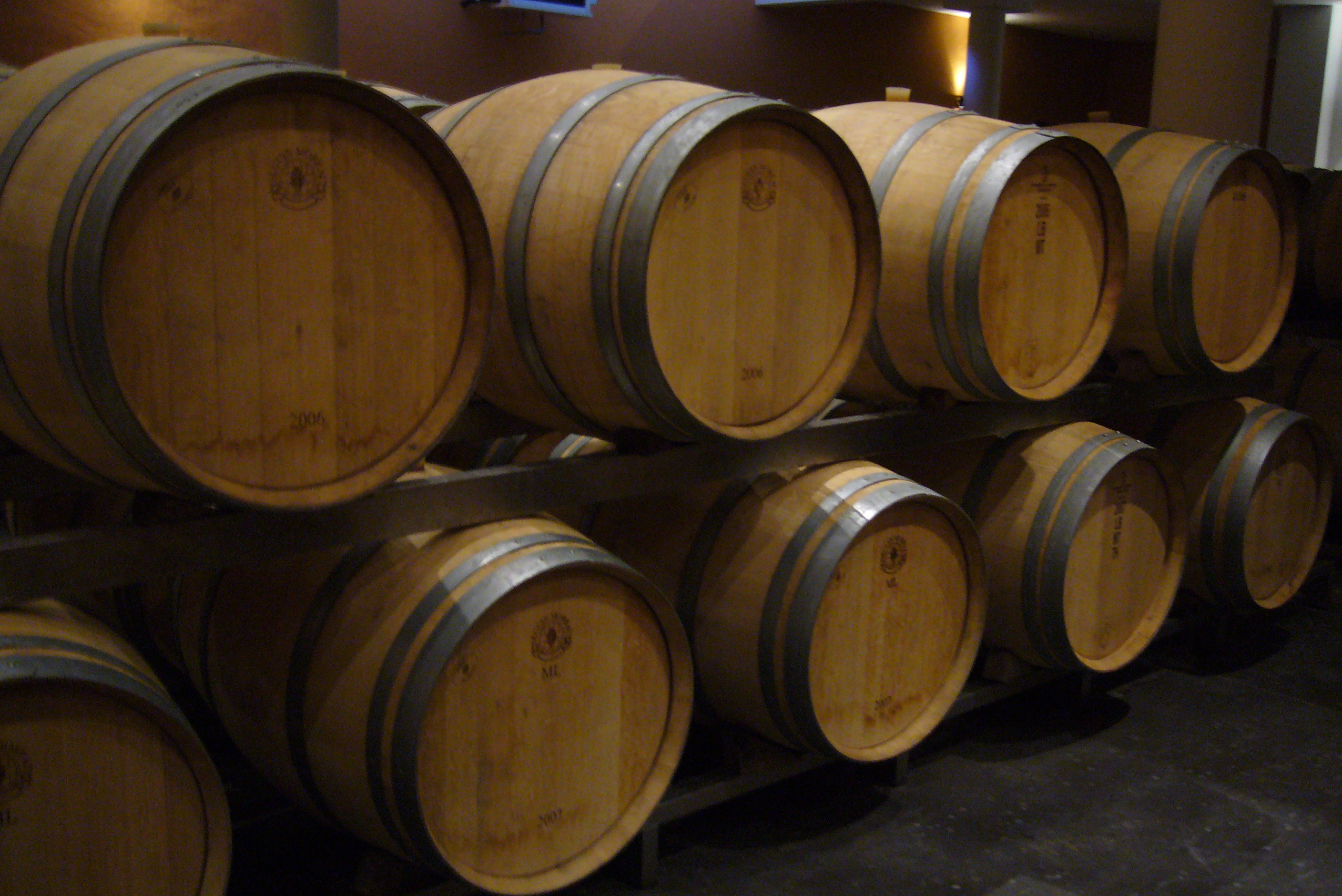
Cave à vin blanc du Château Rochemorin
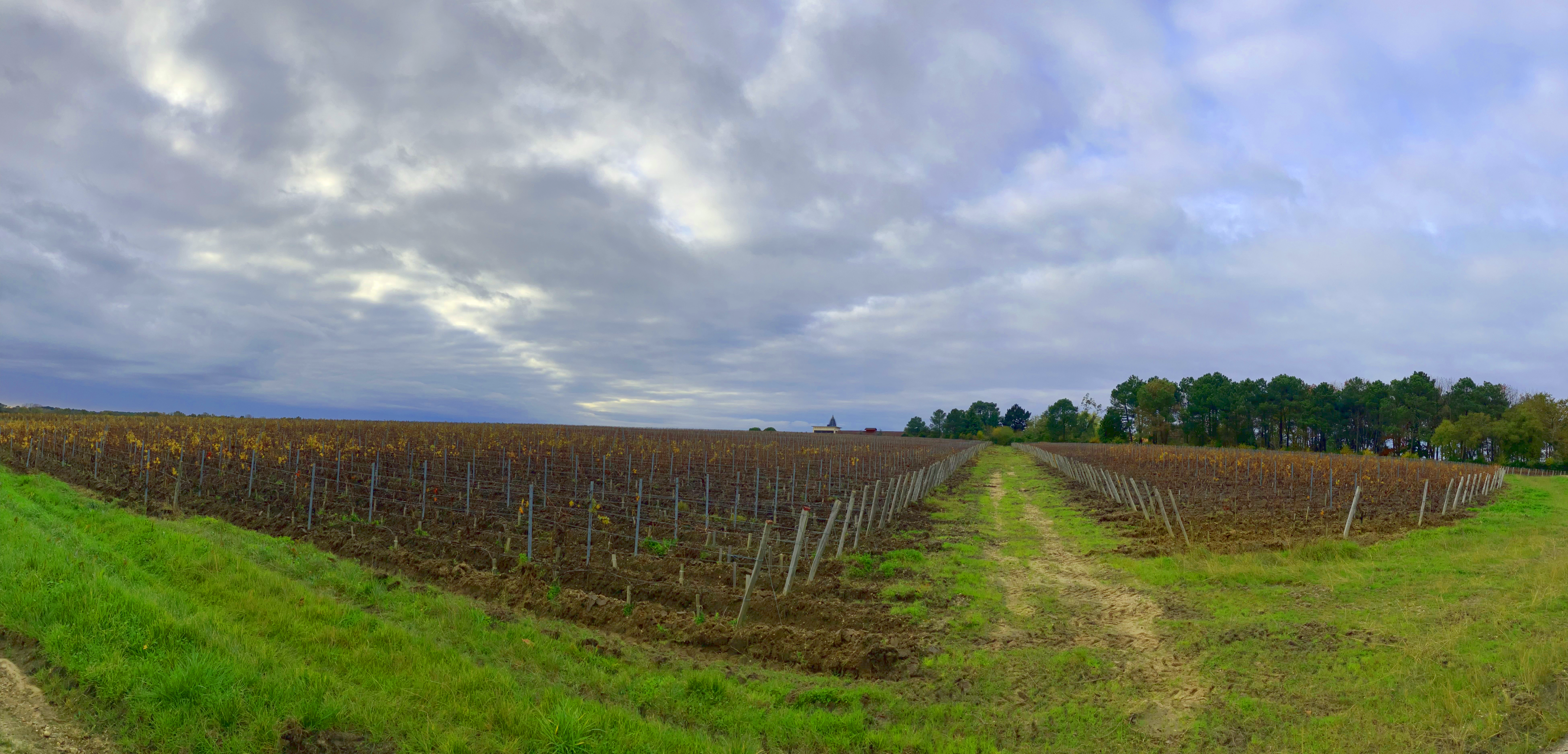
Une partie du Vignoble Rochemorin